# Françoise d'Eaubonne
Pour les articles homonymes, voir d'Eaubonne.
Françoise d'Eaubonne, née Françoise Marie-Thérèse Piston d'Eaubonne le 12 mars 1920 à Paris et morte dans la même ville le 3 août 2005, est une femme de lettres française, romancière, philosophe, essayiste et biographe, militante écoféministe et féministe libertaire.

## Biographie

### Famille et enfance
Françoise d'Eaubonne, née en 1920, est la troisième des cinq enfants d'Étienne Piston d'Eaubonne et de Rosita Martinez Franco. L'une de ses sœurs est l'écrivaine Jehanne Jean-Charles.
Sa mère, fille d'un chef carliste espagnol,, est l'une des premières femmes à poursuivre des études scientifiques à la faculté des sciences de Paris, où elle a suivi les cours de Marie Curie. Ses parents se sont rencontrés au Sillon, mouvement progressiste chrétien porté par Marc Sangnier. Son père, originaire de Bretagne, est issu d'une famille de grands voyageurs, comptant parmi ses ancêtres un navigateur anti-esclavagiste des Antilles. Il est anarchiste chrétien. Étienne d’Eaubonne est secrétaire général de compagnie d’assurance alors que Rosita-Mariquita Martinez y Franco interrompt sa carrière scientifique une fois mariée. Françoise d'Eaubonne est très tôt sensibilisée par sa mère aux inégalités vécues par les femmes.
L'enfance toulousaine de Françoise d'Eaubonne est marquée par le déclin physique de son père dû aux effets des gaz dans les tranchées de la Première Guerre mondiale. Écrivaine précoce, elle a 9 ans lorsque Colette publie deux de ses poèmes[source secondaire souhaitée]. A treize ans, elle remporte un concours littéraire avec un roman de 220 page, Mireille, fille des montagnes,[source secondaire souhaitée]. Elle a seize ans quand éclate la guerre d'Espagne, dix-neuf ans quand elle voit arriver les républicains en exil.

### Études et carrière d'écrivaine (1940-1960)
Françoise d'Eaubonne entame en 1940 des études à la faculté de lettres et aux Beaux-Arts de Toulouse qu'elle doit interrompre au bout de quelques mois pour gagner sa vie. Tout en entrant en résistance face au nazisme, elle publie ses premiers poèmes en 1942, et Le Cœur de Watteau, son premier roman en 1944. De 20 à 25 ans, elle subit les privations propres à l'époque et rencontre à la Libération, dans une grande gare parisienne, les rescapés juifs de retour des camps. Elle résumera plus tard son sentiment sur cette période de sa vie sous le titre évocateur de Chienne de jeunesse.
Elle reçoit en 1947 le Prix des lecteurs au cercle Interallié pour son roman Comme un vol de gerfauts,.
À partir de 1945 et jusqu'en 1956, Françoise d'Eaubonne est membre du Parti communiste français. Proche de Laurent Schwartz, de Vladimir Jankélévitch, de Lucien Goldmann, elle se marie avec Jacques Aubenque.
Cette jeunesse plaquée sur une personnalité hypersensible la conduit à porter sur le monde un regard critique qui façonnera la militante radicale et féministe. En ce sens, la lecture du Deuxième Sexe de Simone de Beauvoir, en 1949, est déterminante. À la suite du scandale que suscite sa publication au sein du milieu intellectuel et littéraire de l'époque, Françoise d'Eaubonne soutient la philosophe, notamment face aux attaques de François Mauriac, Henri Massis, Charles Du Bos et Paul Claudel. Deux ans plus tard, elle prend sa défense en publiant l'essai Le Complexe de Diane. En 1953, elle devient membre du Conseil national des écrivains. Lectrice chez Julliard dans les années 1950, chez Calmann-Lévy au début des années 1960, et à la fin des années 1960 chez Flammarion, elle élève ses enfants, Indiana et Vincent, avec l'aide de sa famille.

### Engagements contre la guerre d'Algérie, pour le féminisme et contre la peine de mort (1960-1990)
Elle milite activement contre la guerre d'Algérie et en septembre 1960, signe le Manifeste des 121, aussi appelé « Déclaration sur le droit à l’insoumission dans la guerre d’Algérie ».
Cofondatrice du Mouvement de libération des femmes (MLF) tout à la fin des années 1960, signataire du Manifeste des 343 pour le droit à l'avortement, le 5 mars 1971, elle organise le "commando saucisson" pour boycotter la conférence du professeur Lejeune, de l'association "Laissez les vivre" contre l'avortement. Quelques jours après, elle lance le Front homosexuel d'action révolutionnaire (FHAR) avec l'écrivain et journaliste Guy Hocquenghem et Anne-Marie Grélois, Marie-Jo Bonnet en 1971,, alors qu'elle est secrétaire de rédaction au Fléau social. Au sein du MLF, elle anime également le groupe « Écologie et féminisme ». À l'origine du mot « phallocrate » et du terme « écoféminisme » en 1974,, elle fonde l'association Écologie-Féminisme en 1978. Cette vie littéraire et militante se croise avec celles de Violette Leduc, Nathalie Sarraute, Colette, Jean Cocteau, Simone de Beauvoir, avec qui elle fut amie, et de Jean-Paul Sartre.
Amie de Michel Foucault, Françoise d'Eaubonne s'engage également pour le droit des prisonniers et contre la peine de mort. Le 6 septembre 1976, elle se marie avec « le détenu Pierre Sanna, matricule 645 513, à Fresnes, condamné à vingt ans de prison pour un meurtre qu'il n'a pas commis » et l'annonce dans les colonnes du journal Libération :

« En révolte contre la classe dont je suis issue, je veux tourner contre elle les armes qu'elle me donne et détourner les institutions qu'elle fait servir à l'oppression de classe et de sexe. J'épouse Pierrot [Pierre Sanna] parce qu'il n'a jamais baissé la tête, pour ses grèves de la faim qui ont abîmé sans résultat sa santé […] ; pour avoir saisi, étant droit commun, la dimension politique de sa situation. »

L'année suivante, elle figure aux côtés du comédien Guy Bedos et du chanteur Yvan Dautin, à la tribune de la Mutualité, pour demander l'abolition de la peine de mort.
En 1981, elle est co-solidaire de la publication Avis de recherche consacrée au soutien des appelés insoumis au service militaire.
À partir de 1988, Françoise d'Eaubonne devient secrétaire générale de SOS Sexisme. Elle intervient comme critique littéraire sur Radio Mouvance, Paris Pluriel, Paris FM, Radio-Paris et Radio-Beur (1989).

### Fin de vie et postérité (1990-2005)
Elle meurt à Paris le 3 août 2005 et est incinérée au cimetière du Père-Lachaise, à Paris.
Ses cendres ont été dispersées dans la Baie de Quiberon (Bretagne), le 20 septembre 2005.
Ses archives sont conservées à l'Institut mémoires de l'édition contemporaine.
L'autrice a publié une centaine d'ouvrages et écrit environ cent quarante, de Colonnes de l'âme (poèmes, 1942) à L'Évangile de Véronique (essai, 2003) dans de nombreux genres littéraires : essais philosophiques, politiques (dont Le féminisme ou la mort) et sur la littérature , romans de science-fiction (dont le cycle du Losange), biographies de femmes célèbres ou inconnues, livres pour la jeunesse, romans historiques, poésies. Elle fut traduite de son vivant en 12 langues,[source secondaire nécessaire]
Elle est la grand-mère de l'écrivain-réalisateur David Dufresne.
En 2008, Caroline Goldblum entame une recherche en vue d'une thèse sur Françoise d'Eaubonne. Dans la deuxième partie des années 2010 émerge une volonté collective de faire vivre son œuvre et la prolonger, de nombreux livres de l'autrice sont réédités depuis, dont Le féminisme ou la mort (préface Myriam Bahaffou et Julie Gorecki), Écologie/féminisme, révolution ou mutation ? (préface Geneviève Pruvost), Le sexocide des Sorcières (préface Taous Merakchi), les trois livres du Cycle du Losange (préface Élise Thiébaut).
En 2021, l'autrice Élise Thiébaut publie L'amazone verte, le roman de Françoise d'Eaubonne. En 2024, l'autrice Manon Aubel lui consacre un film, primé, co-produit par France Télévision et Sancho  and Co, Françoise d'Eaubonne, une épopée écoféministe. De nombreuses artistes se saisissent de Françoise, dont Virginie Despentes, Béatrice Dalle et Casey dans Troubles en 2024, où elle fait partie des autrices sélectionnées dont elles disent les textes accompagnées par la musique de Zerö,.
Françoise d'Eaubonne est aujourd'hui traduite en Anglais, espagnol, catalan, danois, italien, et à ce jour (février 2025), des travaux de traduction sont en cours en norvégien, brésilien et coréen.

## Engagements
Françoise d'Eaubonne a milité pour de nombreuses causes, notamment l'indépendance de l'Algérie et l'abolition de la peine de mort. Mais aussi, les droits des homosexuelles, la décroissance et la sortie du système capitaliste, contre le mariage, le nucléaire et la psychiatrisation.

### Féminisme et écologie
Françoise d'Eaubonne est très tôt membre du Mouvement de libération des femmes (MLF) en 1968. En son sein, elle anime le groupe « Écologie et féminisme », à une époque où peu de féministes s'intéressent alors à ce thème, puis fonde l'association Écologie-Féminisme en 1978.
S'appuyant sur les théories de Serge Moscovici qui avait déjà théorisé une articulation historique et politique entre écologie et féminisme, elle est l'une des premières penseuses à postuler « que les hommes — le patriarcat — ont fait à la fois main basse sur le ventre des femmes et sur les ressources naturelles ». Elle crée alors le mot « écoféminisme », qu'elle définit comme un nouvel humanisme dont l'objectif n'est pas la prise de pouvoir par les femmes, mais « la gestion égalitaire d'un monde à renaître ».
En 1975, elle participe aux activités du commando Ulrike-Meinhof-Puig-Antich en endommageant par deux charges explosives, avec son compagnon Gérard Hof, le réacteur en construction de la centrale nucléaire de Fessenheim provoquant le retard de plusieurs mois du chantier.

## Prix et distinctions

### Prix littéraire
- Prix des lecteurs 1947 au cercle Interallié, pour son roman Comme un vol de gerfauts[10],[11]

### Décoration
- Officier de l'ordre des Arts et des Lettres (2002)[35]

### Hommages
En mai 2022, inauguration du Jardin des Belvédères - Françoise d'Eaubonne à Lyon. En juillet 2024, création de l'Allée Françoise d'Eaubonne à Paris.